# Eberhard Schaetzing
Eberhard Schaetzing (ur. 30 października 1905 w Kolonii, zm. 13 grudnia 1989 w Starnbergu) – niemiecki ginekolog i psychoanalityk. Część prac opublikował pod pseudonimem „Psychopax”.
Urodził się 30 października 1905 roku w Kolonii. Studiował medycynę, psychoterapię kliniczną i (przez dwa lata) filozofię we Fryburgu, Lipsku, Rostocku i Berlinie. Jako student wstąpił do organizacji Corps Lusatia Leipzig. Egzaminy państwowe zdał w 1931 roku, tytuł doktora medycyny uzyskał w 1932 roku. Przez dwa lata służył jako lekarz okrętowy w Hamburg-Amerikanische Packetfahrt-Actien-Gesellschaft, pracował wówczas w Amerykach, na Dalekim Wschodzie, w Japonii i Stanach Zjednoczonych. Następnie otworzył prywatną praktykę w Berlinie.
Znany jest z opisu nerwicy eklezjogennej („ekklesiogene Neurose”). Pisał też książki poświęcone zagadnieniom psychologicznym, między innymi wykorzystywaniu hipnozy w praktyce lekarskiej i (pod pseudonimem) humorystycznemu przedstawieniu psychologii człowieka. Był przeciwnikiem tabletki antykoncepcyjnej.

## Prace
- Die verstandene Frau. Ärztliche Seelenführung der Frau in Not. (1952)
- Schon wieder ein Aufklärungsbuch? Eine Kritik der Gesellschaftslüge unserer Zeit. (1969)
- Die Hypnosetechnik für Ärzte. (1957)
- Die verrückte Gegenwart. Eine ernsthafte Kritik der Gesellschaftslügen unserer Zeit in Prosa und zahmen Xenien. (1985)